# Hộp

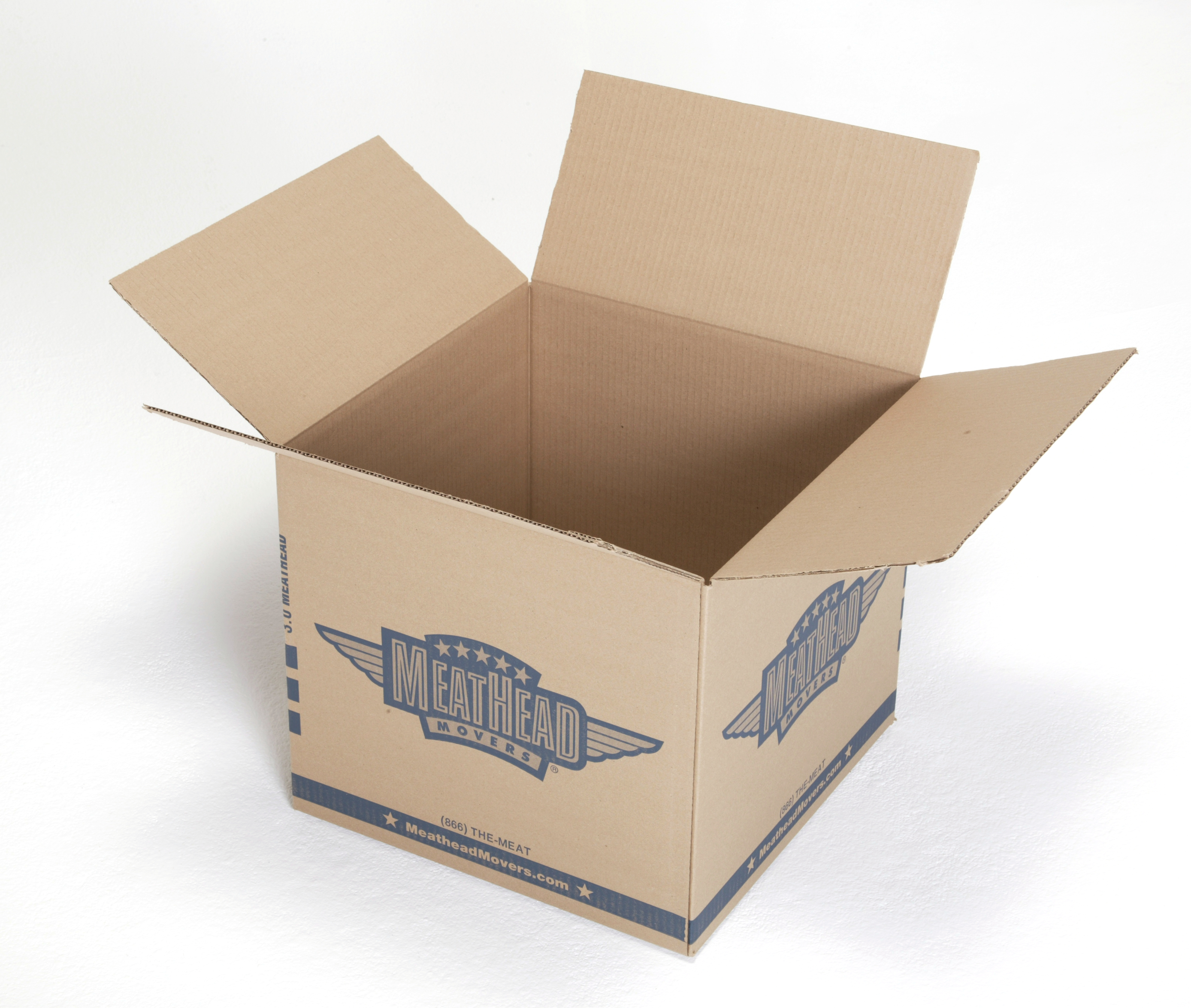
Một cái hộp giấy (thùng giấy)

Hộp (Box) là một vật chứa đựng được thiết kế sử dụng để lưu trữ hoặc vận chuyển đồ bên trong nó. Hầu hết các loại hộp đều có các cạnh phẳng, song song, hình chữ nhật (thường là hình lăng trụ chữ nhật). Hộp có thể rất nhỏ (như hộp diêm) hoặc rất lớn (như thùng vận chuyển đồ nội thất) và có thể được sử dụng cho nhiều mục đích khác nhau, từ chức năng đến trang trí. Việc phát minh ra Container vận chuyển đa phương thức vở lớn bằng thép đã góp phần thúc đẩy toàn cầu hóa thương mại.

## Tổng quan
Hộp có thể được làm từ nhiều loại vật liệu, vừa bền (chẳng hạn như gỗ và kim loại) vừa không bền (chẳng hạn như tấm sợi sóng và bìa các-tông, hay hộp giấy). Hộp kim loại dạng sóng thường được sử dụng làm thùng vận chuyển. Hộp có thể đóng mở bằng nắp, cửa hoặc nắp riêng. Chúng có thể được đóng chặt bằng chất kết dính, băng dính hoặc các cơ chế trang trí hoặc chức năng phức tạp hơn, chẳng hạn như chốt, móc hoặc khóa. Tùy thuộc vào ngôn ngữ và cách sử dụng, các thuật ngữ các-tông (Carton) và hộp/thùng đôi khi được sử dụng thay thế cho nhau. Tệp dạng hộp (Box file) được sử dụng trong văn phòng để lưu trữ giấy tờ và các tệp nhỏ hơn. Hộp hít (Snuff box) được làm với hai kích cỡ-hộp bỏ túi và hộp đựng chung được làm để sử dụng trên bàn. Hộp bỏ túi thường được làm để chứa một lượng nhỏ thuốc hít để tiêu thụ ngay - thường dùng cho một hoặc hai ngày. Một số trong số này được chế tạo và trang trí công phu, giàu chi tiết và được làm từ vật liệu quý hoặc đắt tiền như vàng, bạc và ngà voi và thường được trang trí bằng các tác phẩm nghệ thuật, kim khí quý và đá quý.